# Le Trésor de l'Atlas
Pour plus de détails, voir Fiche technique et Distribution.
Le Trésor de l'Atlas (I predoni del Sahara) est un film d'aventure réalisé par Sergio Grieco et sorti en 1965. C'est l'adaptation du roman homonyme d'Emilio Salgari paru en 1903.

## Synopsis
L'explorateur Ronald Wayne revient du désert du Sahara pour informer les enfants du Professeur Flatters que leur père a disparu dans une tempête de sable. Les deux enfants Dorothy et Daniels proposent alors à Wayne de retourner sur les lieux de la disparition, accompagné de l'aventurier Rock. Une fois rendus sur place, ils se rendent compte que le Professeur est retenu prisonnier par une bande de pillards. Ces derniers parviennent alors également à enlever Dorothy et Daniels et menacent de les tuer si Wayne et Rock ne leur révèlent pas la véritable raison de leur présence dans le désert : la quête d'un grand et ancien trésor...

## Fiche technique
Sauf indication contraire, les informations mentionnées dans cette section peuvent être confirmées par la base de données cinématographiques IMDb,  présente dans la section « Liens externes ».
- Titre en français : Le Trésor de l'Atlas ou Les Pirates du Sahara[1]
- Titre original italien : I predoni del Sahara[2]
- Titre égyptien : Qarasanat al Sahra[1]
- Réalisation : Guido Malatesta (sous le nom de « James Reed »)
- Scenario :	Ambrogio Molteni d'après le roman d'Emilio Salgari
- Photographie :	Mario Montuori (sous le nom de « Brad Novak »)
- Montage : Franco Fraticelli (sous le nom de « Frank Robertson »)
- Effets spéciaux : Louis Von Lake
- Musique : Angelo Francesco Lavagnino
- Décors : Kriss Allen
- Costumes : Mary Gordon
- Société de production : King Cinematografica, Copro Film
- Pays de production :  Italie -  Égypte
- Langue originale : Italien
- Format : Couleur - 2,35:1 - Son mono - 35 mm
- Durée : 92 min (1 h 32[2])
- Genre : Aventure
- Dates de sortie :
  - Italie : 1965
  - France : 29 décembre 1976[1]

## Distribution
- George Mikell : Ronald Wayne
- Pamela Tudor : Dorothy Flatters
- Enzo Fiermonte (sous le nom de « William Stockridge ») : James Stanton / El Melah
- Farida Fahmy : Aisha
- Nino Fuscagni (sous le nom de « John Drake ») : Daniel Flatters
- Carlo Tamberlani (sous le nom de « Carl Tamblyn ») : Lord Flatters
- Furio Meniconi (sous le nom de « Fury Men ») : Rock
- Salah Nazmi : El Hagar
- Nello Pazzafini : Hamid (non crédité)